# Mốt
Mốt (mode) là khái niệm có nhiều cách hiểu, cách định nghĩa, mốt có thể là sự kỳ khôi, kỳ dị; là sự đỏng đảnh, tức thời, dễ thay đổi của thời trang; là những gì xảy ra và tồn tại của thời trang, được lưu truyền rộng rãi và được số đông người biết đến trong một thời gian nhất định; là hiện tượng tự nhiên khi con người hướng tới sự cải tiến, cải thiện đổi mới dáng vẻ bên ngoài.
Một cách giản dị hơn, mốt có thể hiểu là trang phục đương thời, là tập hợp những thói quen và thị hiếu thẩm mĩ phổ biến nhất trong cách ăn mặc, là "cái mới đang được số đông hưởng ứng", "là thị hiếu thẩm mỹ mới nhất đang được đa số người ưa chuộng", "là sự thay đổi thường xuyên các hình thức, các kiểu cách, lối sống, trong đó có trang phục".

## Từ nguyên
"Mốt" có gốc từ "mode" trong tiếng Pháp. "Mode" trong tiếng Pháp hay "model" trong tiếng Anh đều bắt nguồn từ tiếng Latinh "modus", có nghĩa là cách thức, phương pháp, quy tắc, mức độ chuẩn mực chung đã được công nhận.

## Đặc điểm
Mốt được chấp nhận và theo đuổi bởi số ít đối tượng trong khoảng thời gian rất ngắn. Mốt được phổ biến một cách rộng rãi trên toàn cầu. Các hình thức thay đổi của mốt thường là các đặc điểm trang trí, hoa văn, chất liệu vải trong khi kiểu bóng không thay đổi. Ví dụ: mốt dún bèo, mốt vải hoa chấm bi, mốt quân đội.
Mốt và thời trang đều phản ánh thói quen và thị hiếu thẩm mỹ trong cách mặc đã được xã hội công nhận. Xu hướng mốt không ngừng biến đổi và hoàn thiện dần theo sự biến đổi của lối sống thị hiếu xã hội. Trong khi sự thay đổi của lối sống diễn ra từ từ thì sự thay đổi của mốt diễn ra nhanh hơn và có tính đột biến hơn.
Mốt thời trang xuất hiện và được truyền bá trong sự giao lưu văn hóa đồng thuận hay cưỡng bức giữa các dân tộc. Nhờ kinh doanh buôn bán hay chiến tranh, các thương gia và cả chiến binh đã chuyên chở các sản phẩm văn hóa vật chất, trong đó có quần áo, từ nơi này đến nơi khác, nhờ đó mốt được hình thành và giao lưu nhanh chóng. Sau đó đến lượt mình mốt lại thúc đẩy quá trình phát triển của thời trang ở nơi mà nó được đem đến.

## Quan hệ giữa thời trang và mốt
Lịch sử phát triển trang phục cho thấy mốt và thời trang là hai khái niệm rất gần nhau nhưng không phải lúc nào cũng đồng nhất. Giữa chúng có những điểm tương đối khác biệt: Thứ nhất: thời trang là cách mặc thịnh hành, phản ánh tập quán mặc của cộng đồng người gắn liền với một thời kỳ lịch sử tương đối dài. Mốt gắn liền với cái mới, thống trị nhất thời của số đông người nhưng chưa hẳn là thị hiếu của tất cả mọi người trong xã hội. Mốt thịnh hành trong khoảng thời gian ngắn. Thứ hai: Thời trang chỉ liên quan đến lĩnh vực dệt, may, da giầy, trang phục và những thứ khác liên quan đến nhu cầu mặc. Trong khi đó mốt liên quan tới mọi lĩnh vực hoạt động của cuộc sống. Thứ ba: Thời trang thường bó hẹp trong một phạm vi không gian nhất định vì nó có khuynh hướng gắn với một bộ phận xã hội, một địa phương, dân tộc, quốc gia hay vùng thế giới. Mốt được truyền bá và có khuynh hướng lan truyền khắp thế giới.

## Thiết kế mốt, thời trang
Thiết kế mốt, thời trang là công việc của một tập thể bao gồm các họa sĩ thời trang, các kỹ sư thiết kế, kỹ sư công nghệ, nhà kinh tế với nhiệm vụ tạo ra những trang phục mới (gồm tất cả những gì con người khoác trên cơ thể bao gồm cả đồ đội trên đầu, đồ đi dưới chân, đồ đắp trên mặt và những gì được sử dụng kèm theo quần áo). Chỉ khi nào sản phẩm được thị trường chấp nhận, số đông người tiêu dùng ưa thích, chấp nhận thì đó mới được coi là sản phẩm mốt.